# 泣きながら恋をして
「泣きながら恋をして」（なきながらこいをして）は、1970年7月10日に発売されたジャッキー吉川とブルー・コメッツの楽曲である。作詞はなかにし礼、作曲は井上忠夫による。前作「それはキッスで始まった」に続く歌謡曲風の楽曲であり、曲の構成は主にラテン風で、サビで井上忠夫がコンガを演奏する形を取った。オリコンチャートは最高順位が41位であり、前作に比べて更に低迷した。
B面は「悲しき玩具」（かなしきがんぐ）。演奏にスティール・ギターを使用している。

## 収録曲
※いずれも作詞：なかにし礼、編曲:森岡賢一郎
1. 泣きながら恋をして
  - 作曲:井上忠夫
2. 悲しき玩具
  - 作曲:三原綱木